# Gepiden

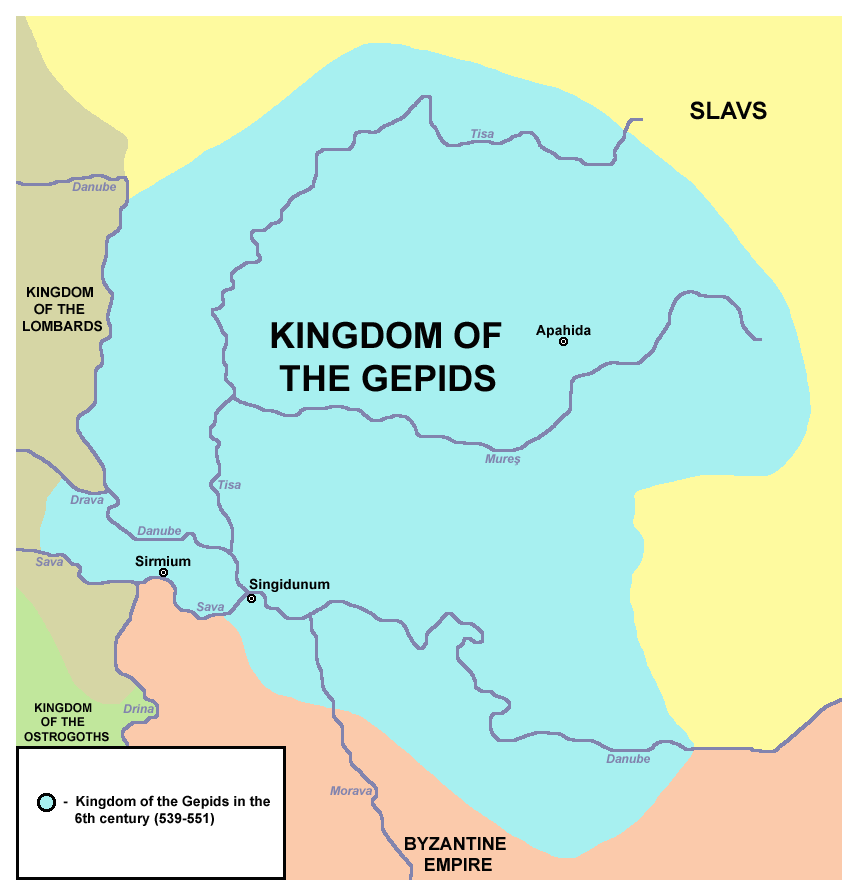
Gepidia, Kortstondige maximale omvang van het Gepidische gebied 539-551

De Gepiden (ook de Latijnse vorm wordt gebruikt: Gepidae) waren een Oost-Germaans volk, verwant aan de Goten, dat in de 3e eeuw samen met de Goten invallen pleegde in de Romeinse provincie Dacia en het noordwesten in bezit nam.
De naam 'Gepiden' zou afgeleid kunnen zijn van 'Gepanta'; een Gotisch woord voor 'lui' of 'traag', aangezien de Goten geen al te hoge dunk hadden van de alertheid van de Gepiden. De twee stammen bleven dan ook vijanden. De Gepiden woonden oorspronkelijk in Scandinavië, waarna zij zich aan de Weichsel in het huidige Polen vestigden. Vandaar trokken zij omstreeks 350 naar het zuiden en bezetten een deel van de Hongaarse laagvlakte (Pannonië).
In 376 werden de Gepiden onderworpen door de Hunnen en moesten zij hulptroepen leveren aan het leger van de Hunnen, dat uit krijgers uit vele en vooral ook Germaanse stammen bestond die belust op krijgsbuit het succes van de Hunnen volgden. Onder hen werden de Gepiden zeer gewaardeerd door Attila de Hun. Zij vormden in 451 bij de Slag op de Catalaunische Velden (bij Troyes in Frankrijk) onder leiding van hun koning Ardarik de rechtervleugel van zijn leger. Na Attila's dood probeerden zij Pannonië te bezetten en daar een staat te vestigen. Dat was een kortstondig koninkrijk; samen met de Ostrogoten versloegen ze onder leiding van koning Ardarik de Hunnen in 454 tijdens de Slag aan de Nadao.

## Oorlog met de Longobarden
In 537 veroverden de Gepiden, Sirmium, de hoofdstad van Pannonia Secunda. De Byzantijnse keizer Justinianus I had de ambitie het Romeinse Rijk van weleer te herstellen. Zelf kon hij niet ingrijpen, aangezien hij verwikkeld was in de Gotische Oorlog (535-554), daarom vroeg hij hulp aan de opkomende macht, de Longobarden, onder leiding van koning Audoin. In 552 versloeg Audoin, koning Turisind in de slag bij Asfeld, waarbij hij zijn zoon Turismod verloor. 
Turisind stierf rond 560 en werd opgevolgd door zijn zoon Cunimund, de laatste koning van de Gepiden. Onder hem werden de Gepiden in 567 vernietigd door een gezamenlijke coalitie van de Longobarden en Avaren, een Turks nomadenvolk dat in 558 naar Centraal-Europa was gemigreerd. Cunimund werd op het slagveld gedood door de nieuwe Lombardische koning Alboin, en zijn dochter Rosamunde werd gevangengenomen. 

## Einde
In 576 versloegen de binnenkomende Avaren het restant en verdwenen de Gepiden uit de geschiedenis. Delen van dit volk sloten zich aan bij sterkere Germaanse volken en bij hun overwinnaars, de Avaren. In 626 worden zij vermeld als deelnemers aan de aanval van de Avaren op Constantinopel.
Volgens de zevende-eeuwse Byzantijnse kroniekschrijver Theophylact Simocatta troffen de troepen van generaal Priscus in 599 nog een drietal dorpen van de Gepiden aan op de andere oever van de Tissus, de dag dat hij de Avaren verslagen had. De dorpelingen die van niets wisten, waren feest aan het vieren en de meesten waren dronken.

## Hertogen en koningen van de Gepiden
- Fastida, omstreeks 350
- Ardarik, omstreeks 451/55
- Thraustila
- Thrasarik
- Elemund, - 548
- Turisind, 548 – 560
- Cunimund, 560 – 567

Alemannen · Ambivarieten · Ambronen · Ampsivaren · Angelen · Angrivariërs · Asdingen · Baemi · Bajuwaren · Bastarnen · Bataven · Bourgondiërs · Bructeren · Cananefaten · Chamaven · Chasuarii · Chatten · Chattuarii · Chauken · Cherusken · Cimbren · Cugerni · Dulgubnii · Fosi · Franken · Frisii · Gepiden · Goten · Harii · Helisiërs · Hermunduren · Herulen · Juten · Lakringen · Lemoviërs · Longobarden · Lugiërs · Manimiërs · Marcomannen · Marobudui · Marsi · Mattiakken · Naharvalen · Nemeten · Nerviërs · Ostrogoten · Quaden · Rugiërs · Saksen · Semnonen · Silingen · Sitones · Skiren · Sueben · Sugambren · Suiones · Tencteren · Teutonen · Toxandriërs · Triboken · Tubanten · Tudri · Tungri · Ubiërs · Usipeten · Vandalen · Vangionen · Visigoten · Volcae · Warnen
Germani cisrhenani:
Caerosi · Condrusi · Eburonen · Paemani · Segni
Stamverenigingen:
Herminones · Ingvaeones · Istvaeones